# Edward V. Long
Edward V. Long (Lincoln megye, 1908. július 18. – Eolia, 1972. november 6.) az Amerikai Egyesült Államok szenátora (Missouri, 1960–1968).